# Кун, Микки
Микки Кун (англ. Mickey Kuhn, при рождении Теодор Мэттью Майкл Кун мл. (Theodore Matthew Michael Kuhn, Jr.), 21 сентября 1932, Уокиган, Иллинойс — 20 ноября 2022, Нейплс, Флорида, США) — американский актёр.

## Биография
Родился в городе Уокиган, штат Иллинойс, в семье с немецкими корнями. На киноэкранах он начал появляться с 1934 года, будучи ещё младенцем. Наиболее известные свои роли Кун исполнил в 1939 году в фильмах «Хуарес» (1939) и «Унесённые ветром» (1939). Его карьера на киноэкранах продлилась до середины 1950-х, и за это время он появился почти в трёх десятках картин, среди которых «Дик Трейси» (1945), «Странная любовь Марты Айверс» (1946) и «Трамвай „Желание“» (1951).
В 1951 году актёр поступил на службу в ВМФ США, где служил последующие четыре года.
В 1957 году Кун снялся в трёх эпизодах сериала «Альфред Хичкок представляет», после чего завершил свою актёрскую карьеру.
С 1965 по 1995 год он работал в компании «American Airlines».
Кун был женат пять раз. Его первый брак с Джин Мари Ханник, родившей ему двух детей, продлился с 1956 по 1962 год. Затем он был женат на Шеннон Фарнон, Розе Негрете и Иоланде Бурбон, браки с которыми закончились разводом. Его последняя супруга, сотрудница «American Airlines» Барбара Трейси, была замужем за ним с 1985 года до его смерти.
Последние годы жизни Кун жил в городе Нейплс, штат Флорида, и четыре часа в неделю работал волонтером в местной больнице. После смерти Оливии де Хэвиленд в июле 2020 года он был последним живущим актёром, упомянутым в титрах фильма «Унесённые ветром». 20 ноября 2022 года года Микки Кун умер в городском хосписе в возрасте 90 лет.

## Награды
В 2005 году Кун получил награду «Золотой сапог» за вклад в жанр «вестерн».